# Greg Vaughan
James Gregory „Greg” Vaughan Jr. (ur. 15 czerwca 1973 w Dallas) – amerykański aktor telewizyjny i model pochodzenia greckiego i rdzennych Amerykanów, znany najbardziej z dwóch oper mydlanych Żar młodości i Szpital miejski.

## Życiorys

### Wczesne lata
Wychowywał się w Dallas, w stanie Teksas jako syn Jamesa Gregory’ego Vaughan Sr. i Barbary Ann Alt. W 1991 roku ukończył szkołę średnią Mesquite High School w Mesquite w stanie Teksas. W 1993 roku przeniósł się do Los Angeles, gdzie przez rok studiował aktorstwo.

### Kariera
W wieku szesnastu lat rozpoczął karierę we Włoszech jako model reklamujący stroje Giorgio Armaniego. Brał także udział w kampaniach reklamowych Gianniego Versace, Tommy’ego Hilfigera, Banana Republic i Ralpha Laurena.
Swoją karierę na małym ekranie zapoczątkował gościnnym udziałem w serialach – Słoneczny patrol (Baywatch), NBC Plaże Malibu (Malibu Shores, 1996) i Beverly Hills 90210 (1996, 1997). Jego debiutem na kinowym ekranie był niezależny film Nie takie małe drogi (No Small Ways, 1997) u boku Charlesa Napiera i dramat Trujący bluszcz 3 (Poison Ivy: The New Seduction, 1997) z Jaime Pressly. Następnie wystąpił w serialach: Buffy: Postrach wampirów (Buffy the Vampire Slayer, 1997), Czarodziejki (Charmed, 1999–2000) i CBS Nash Bridges (2000).
W 1998 zagrał jednego z bohaterów slashera Dzieci kukurydzy V: Pola grozy (Children of the Corn V: Fields of Terror).
Podbił serca telewidzów jako Diego Guttierez w operze mydlanej CBS Żar młodości (The Young and the Restless, 2002-2003).
W 2006 roku zastąpił Jacoba Younga i zagrał postać Lucky’ego Spencera w operze mydlanej ABC Szpital miejski (General Hospital).

## Życie prywatne
Spotykał się z Alyssą Milano (2000). W dniu 4 czerwca 2006 roku poślubił marokańsko-holenderską modelkę Touriyę Haoud. Mają trzech synów Jathana Jamesa (ur. 4 maja 2007), Cavana Thomasa (ur. 19 stycznia 2010) i Landana Reida (ur. 5 marca 2012). 14 kwietnia 2014 doszło do rozwodu. W Boże Narodzenie 2019 oświadczył się aktorce, Angie Harmon, która przyjęła zaręczyny.

## Filmografia

### Filmy fabularne
- 1997: Nie takie małe drogi (No Small Ways)
- 1997: Trujący bluszcz 3 (Poison Ivy: The New Seduction) jako Michael
- 1998: Dzieci kukurydzy V: Pola grozy (Children of the Corn V: Fields of Terror) jako Tyrus
- 2011: Klinika zbrodni (Borderline Murder, TV) jako Ray Sullivan
- 2017: Święta w stylu country (A Very Country Christmas) jako Billy

### Seriale TV
- 1996: Słoneczny patrol (Baywatch) jako kowboj
- 1996: Beverly Hills 90210 jako Cliff Yeager
- 1996: Plaże Malibu (Malibu Shores) jako Josh Walker
- 1997: Beverly Hills 90210 jako Cliff Yeager
- 1997: Buffy: Postrach wampirów (Buffy the Vampire Slayer) jako Richard Anderson
- 1998: Mortal Kombat: Porwanie jako Kebral
- 1998: Niebieski Pacyfik jako Trent Spence
- 1999: Dziedzictwo jako Tom Stanton
- 1999: Na sygnale jako Jack Phillips
- 1999–2000: Czarodziejki (Charmed) jako Dan Gordon
- 2000: Nash Bridges jako Josh Avery
- 2002: Will & Grace jako przystojniaczek
- 2002: Sabrina, nastoletnia czarownica jako Peter
- 2002-2003: Żar młodości (The Young and the Restless) jako Diego Guittierez
- 2003: Byle do przodu jako Trevor
- 2003-2009: Szpital miejski (General Hospital) jako Lucky Spencer
- 2010: 90210 jako Kai
- 2010: Podkomisarz Brenda Johnson jako oficer Wagner
- 2012: Świętoszki z Dallas jako Bill Vaughn
- 2012-: Dni naszego życia jako Eric Brady
- 2015: Extant: Przetrwanie jako seksowny mężczyzna